# Manuel Ugarte
 Manuel Baldomero Ugarte (* 27. Februar 1875 in Buenos Aires; † 2. Dezember 1951 in Nizza) war ein argentinischer Schriftsteller.
Der Bruder des Komponisten Floro Ugarte besuchte ab 1881 das Colegio Nacional Buenos Aires. 1893 veröffentlichte er seinen ersten Gedichtband Palabras. 1895 gründete er die Revista Literaria,
die er bis zu seiner Abreise nach Paris 1897 leitete. Dort verfasste er mehrere Bücher, zu denen u. a. Miguel de Unamuno, Rubén Darío und Pío Baroja Vorworte verfassten, lernte Englisch und Italienisch, besuchte Philosophie- und Soziologiekurse an der Universität und wurde unter dem Einfluss Jean Jaurès’ zum Sozialisten.
Eine Reise durch die USA und Mexiko 1899 bestärkte seine sozialistischen Überzeugungen, und nach seiner Rückkehr nach Buenos Aires 1903 trat er der sozialistischen Partei Argentiniens bei, in der er im Gegensatz zu Juan B. Justo und Nicolás Repetto einen nationalen Kurs vertrat. Neben Leopoldo Lugones, Alfredo L. Palacios, José Ingenieros, Roberto J. Payró und anderen gehörte er zu den jungen Intellektuellen der Generación 900.
Beim Internationalen Sozialistenkongress 1904 in Amsterdam vertrat Ugarte die sozialistische Partei Argentiniens. 1908 stellte er in dem Artikel Socialismo y Patria, den er in der sozialistischen Zeitung La Vanguardia veröffentlichte, seine Ideen einer Verbindung von Antiimperialismus, Sozialismus und einem demokratischen Nationalismus dar. Zwischen 1911 und 1913 forderte er bei Konferenzen und Vorträgen in Lateinamerika und an der University of Columbia die Gründung einer lateinamerikanischen Union nach dem Vorbild der USA.
1913 verließ er die sozialistische Partei und gründete 1914 die Asociación Latinoamericana. Die 1915 gegründete Zeitschrift La Patria, zu der Rubén Darío und Ricardo Jaimes Freyre Beiträge
lieferten, existierte nur knapp drei Monate. 1918 wurde Ugarte Sprecher der Federación Universitaria Argentina.
Von 1919 bis 1935 lebte Ugarte im Exil in Europa, zunächst in Spanien – später ließ er sich in Nizza nieder. Er gehörte neben Maxim Gorki, Miguel de Unamuno und Albert Einstein zu den Herausgebern des Magazins Monde. Von 1939 bis 1946 lebte Ugarte mit seiner Frau im chilenischen Viña el Mar.
1946 kehrte er nach Argentinien zurück und schloss sich dem peronistischen Regime an, als dessen Botschafter er in Mexiko, Nicaragua und Kuba wirkte. 1951 zog er sich nach Nizza zurück, wo er am 2. Dezember verstarb.

## Werke
- Palabras, Buenos Aires 1893
- Poemas grotescos, Buenos Aires 1893
- Versos y serenatas, Buenos Aires 1894
- Paisajes parisienses, Paris 1901
- Crónicas de boulevard, Paris 1902
- La novela de las horas y los días, París 1903
- Visiones de Espana (Apuntes de un viajero argentino), Valencia, 1904
- El arte de la democracia (Prosa de lucha), Valencia 1904
- Una tarde de otono (Pequena sinfonía otonal), Paris 1906
- La joven literatura hispanoamericana. Antología de prosistas y poetas, París 1906
- Enfermedades sociales, Barcelona 1906
- Burbujas de la vida, Paris 1908
- Las nuevas tendencias literarias, Valencia 1908
- Cuentos Argentinos, Paris 1910
- Los estudiantes de París, Madrid 1910
- El porvenir de la América espanola, Valencia 1910
- Cuentos de La Pampa, Madrid 1920
- Las espontáneas, Barcelona 1921
- Poesías completas, Barcelona 1921
- Mi campana hispanoamericana, Barcelona 1922
- La patria grande, Madrid 1922
- El destino de un continente, Madrid 1923
- El crimen de las máscaras,  Valencia 1924
- El camino de los dioses, Barcelona 1926
- La vida inverosímil, Barcelona 1927
- El dolor de escribir, Madrid 1932
- Escritores iberoamericanos del 1900, Santiago de Chile 1951
- El naufragio de los argonautas, Santiago de Chile 1951
- Cabral. Un poeta de América,  Buenos Aires 1955
- La reconstrucción de Hispanoamérica, Buenos Aires 1961